# Công viên săn bắn Quốc gia Mafra
Công viên săn bắn Quốc gia Mafra (Tapada Nacional de Mafra) được tạo ra ở Mafra dưới thời trị vì của vua João V, sau tòa nhà Cung điện Mafra như một công viên cho hoàng gia và triều đình giải trí.
Với diện tích 8 kilômét vuông, công viên có nhiều loài hươu, lợn rừng, cáo, chim săn mồi và nhiều loài khác trong một môi trường tự nhiên đa dạng và phong phú khác thường. Đây là nơi yêu thích của chế độ quân chủ Bồ Đào Nha để săn bắn và các hoạt động giải trí khác. Chính vì vậy mà công viên này mang một ý nghĩa cao quý, được bảo tồn liên tục theo thời gian. Vào ngày 7 tháng 7 năm 2019, Các tòa nhà Hoàng gia Mafra bao gồm cung điện, vương cung thánh đường, tu viện, vườn Cerco và công viên săn bắn đã được UNESCO công nhận là Di sản thế giới.